# Khawkinea ovoado
Khawkinea ovoado, (Skvortsov, 1975), per alcuni autori Astasia ovoado, secondo una classificazione filogenetica è una specie del supergruppo Excavata appartenente alla famiglia Astasiaceae.

.
Allo stato attuale, questa specie non è stata ancora registrata.

## Caratteristiche
Khawkinea ovoado vive in acque dolci, ed è stata scoperta da Skvortsov nel 1975, nel parco dello Stadio di San Paolo (mountain forest leg.), allora erroneamente classificata nel genere Euglena'.
Si tratta di una specie unicellulare, flagellata, fotoautotrofa e di acqua dolce.

## Classificazioni alternative
Una classificazione ormai obsoleta inserisce questa specie nel genere Astasia, nella famiglia Astasiidae, nel sottordine di Rhabdomonadina, ordine Natomonadida, sottoclasse Anisonemia, classe Anisonemea, superclasse Spirocuta, infraphylum Dipilida, subphylum Euglenoida, phylum Euglenophyta, infraregno Euglenozoa, sottoregno Eozoa, Regno Protozoa, Dominio Eukaryota, finché non si è scoperto che tali gruppi sono parafiletici.
Una classificazione alternativa, anche questa parafiletica, inserisce questa specie nel genere astasia, nella famiglia Astasiidae, sottordine Rhabdomonadina,ordine Natomonadida, sottoclasse Anisonemia, classe Peranemea, superclasse Spirocuta, infraphylum Dipilida, subphylum Euglenoida, phylum 'Euglenozoa', infraregno Euglenozoa, sottoregno Eozoa, Regno Protozoa, Dominio Eukaryota
Una terza classificazione, parzialmente parafiletica, inserisce questa specie nel genere Khawkinea, nella famiglia Astasiacee ,ordine Eutreptiales, classe Euglenophyceae, phylum Euglenophyta, Regno Protozoa, Dominio Eukaryota